# 1. FC Schwandorf
Der 1. FC Schwandorf ist ein Sportverein aus Schwandorf im bayerischen gleichnamigen Landkreis. Am besten ist der Verein für seine Fußballabteilung bekannt, weiter gibt es aber auch noch Tauchen, Schwimmen, Tennis und Koronar im Sportangebot.

## Geschichte
Der Verein wurde am 20. Dezember 1913 als zuerst reiner Fußballverein gegründet. Im Frühjahr 1914 wurde dann dem Verein ein Grundstück am Weinberg überlassen. Durch den Ausbruch des Ersten Weltkriegs wurde Verein aber erst 1919 in das Vereinsregister eingetragen. Am 17. Juli 1921 wurde dann schlussendlich auch das 1914 bekommende Gelände eingeweiht. Ein Jahr später folgte dann die Fusion mit TV Schwandorf, mit welchem man schon zuvor oft in einer Spielvereinigung zusammen gespielt hatte. Dadurch, dass die Deutsche Reichsbahn das Grundstück mittlerweile gekauft hatte, lief man mit dem Zusatz Reichsbahn auf. 1929 begann dann der Bau des Sportplatzes auf dem Gelände welcher Ende Juni 1930 als Hindenburgkampfbahn eingeweiht wurde. 1934 folgte dann nach einigem Hin und Her mit Fusionen sowie der zeitweisen Streichung aus dem Vereinsregister die schlussendliche Umbenennung in 1. FC Schwandorf – Reichsbahn Sportverein Schwandorf. Durch den Ausbruch des Zweiten Weltkriegs war auch jetzt eine Weiterführung des Spielbetriebs nur schwer möglich. Nach dem Krieg war es schwer aufgrund der Besatzungsmächte die Vereinstätigkeit weiter aufrechtzuerhalten. Erst am 17. November 1947 folgte schließlich die erneute Vereinsgenehmigung. 1950 wurde eine Fechtabteilung ins Leben gerufen. Nach dem Bau von Tennisplätzen 1952 wurde dann auch die Tennisabteilung gegründet. 1994 wurde eine Soft Dart-Abteilung gegründet.
Im Jahr 1987 wurde eine Abteilung für den Tauchsport gegründet.
2019 wurde eine Fusion des Vereins mit dem SC Ettmannsdorf in Gang gesetzt, welche aber derzeit noch nicht vollzogen wurde.

### Fußball

#### Anfänge und Blütezeit in der 1. Amateurliga Bayern
Nach der Gründung des Süddeutschen Fußballverbands 1945. Wurde die Fußballmannschaft 1946 in die Kreisliga-Oberpfalz einsortiert. Zur Saison 1956/57 gelang der Aufstieg in die damals drittklassige 1. Amateurliga Bayern, dort wurde die Mannschaft in die Staffel Süd eingeordnet und konnte ihre erste Saison auf 11. Tabellenplatz beenden, was zum Verbleib in der Liga berechtigte. Zur nächsten Saison konnte man sich sogar auf den 5. Tabellenplatz steigern. In wiederum darauf folgenden Saison war sogar der 4. Platz drin. In den darauf folgenden Saisons, in einer nun eingleisigen Liga, konnte man solche Tabellenplätze jedoch nicht mehr vorweisen. In der Saison 1968/69 folgte dann als Tabellenletzter der Abstieg in die Landesliga.

#### Zeit danach
Nach einem erneuten Abstieg fand man sich nach der Saison 1973/74 in der Bezirksliga – Oberpfalz wieder. 1976/77 reichte es schließlich für den erneuten Aufstieg in die Landesliga. In der Saison 1979/80 ging es dann aber schon wieder eine Liga tiefer. Am Ende der Saison 1987/88 konnte man sich für die in der nächsten Saison neue Bezirks-Oberliga qualifizieren. Nach einem erneuten Abstieg in die Bezirksliga Gruppe Nord schaffte man in der Saison 1992/93 überlegen die Meisterschaft und stieg wieder in die Bezirks-Oberliga auf.

#### Weiterer Sportlicher Niedergang und Ende des Spielbetriebs
Bis zur Saison 2005/06 spielte man in der eingleisigen Bezirksoberliga Oberpfalz, zur Saison 2006/07 wurde die Mannschaft dann in die Süd-Staffel eingeordnet. Ab der Saison 2010/11 folgte ein Wechsel in die Staffel Nord. Dieselbe Saison hatte am Ende aber auch den Abstieg in die Kreisliga Cham/Schwandorf West zu bedeuten. In der darauf folgenden Saison gelang aber auch der direkte Wiederaufstieg. Dies hielt aber nicht lange da man in der Saison 2012/13 gleich wieder als diesmal Tabellenletzter abstieg, erneut in die Kreisliga West. Die Saison 2014/15 schloss man mit desaströsen 5 Punkten als Schlusslicht der Tabelle ab und stieg in die Kreisklasse Cham/Schwandorf West ab. Dies sollte dabei auch der letzte Abstieg gewesen sein.
In der darauffolgenden Saison 2015/16 in der Kreisklasse Cham/Schwandorf West musste die Mannschaft aufgrund des vorletzten Tabellenplatzes in ein Relegationsspiel gegen den TSV Trausnitz. Dieses Spiel wurde gewonnen und die Liga konnte gehalten werden. In der nachfolgenden Saison wurde dann aber eine Spielgemeinschaft mit der dritten Mannschaft des SC Ettmannsdorf geschlossen. In der Saison 2017/18 konnte dann der zweite Tabellenplatz erreicht werden, ein Relegationsspiel kam dann aber nicht mehr zustande, da die Mannschaft nach der Saison vom Spielbetrieb abgemeldet wurde.

### Leichtathletik
In den 50er und 60er Jahren war der Verein bei den deutschen Leichtathletik-Meisterschaften immer wieder erfolgreich. So erreichte Heinz Kosina 1951 beim 200-Meter-Lauf die Bronzemedaille. 1953 gelang ihm dies auch beim 100-Meter-Lauf. 1961 gelang dann Ilse Junghänel beim Speerwurf das erlangen der Bronzemedaille, das ganze wiederholte sie dann 1962 und zum letzten Mal 1966 (unter dem Namen Ilse Spiers).

## Bekannte ehemalige Spieler
- Willy Meyer: Späterer Fußballamateuernationalspieler beim deutsch-deutschen Ausscheidungsspiel vor den Qualifikationsspielen zu den Olympischen Sommerspielen 1960 in Rom
- Oliver Fink: Späterer Bundesligaspieler bei Fortuna Düsseldorf
- Tobias Fink: Späterer Spieler beim FC Ingolstadt
- Ferdinand Glaser: Späterer Spieler beim 1. FC Nürnberg
- Willibald Mikulasch: Späterer Spieler bei mehreren Regionalliga Süd Vereinen